# Епархия Аксума
Епархия Аксума (лат. Dioecesis Axomitana) — упразднённая архиепархия Эфиопской церкви, в настоящее время титулярная епархия Римско-Католической церкви.

## История
Античный город Аксум был столицей одноимённого царства и центром одноимённой архиепархии Эфиопской церкви.
С 1902 года епархия Аксума является титулярной епархией Римско-Католической церкви.

## Эфиопские епископы
- епископ святой Фрументий (упоминается в IV веке);
- епископ Теофил (упоминается в 356 году) — сторонник арианства;
- епископ святой Косма;
- епископ святой Александр;
- епископ святой Варфоломей;
- епископ святой Иоанн;
- епископ святой Иаков.

## Титулярные епископы
- епископ George Thomas Montgomery (17.09.1902 — 10.01.1907);
- епископ Bartolomeo Mirra (15.04.1907 — 22.08.1908);
- епископ Joaquim Silvério de Souza (29.01.1909 — 25.01.1910) — назначен епископом Диамантины;
- епископ Antonio Maria Bonito (5.08.1910 — 14.09.1916);
- епископ Wolfgang Radnai (16.12.1920 — 14.10.1935);
- епископ Joseph-François-Marie Julliot (13.01.1936 — 29.09.1939);
- епископ Pietro Ossola (21.08.1940 — 1.09.1946) — назначен епископом Монтальто;
- епископ Джованни Урбани (26.10.1946 — 27.11.1948) — назначен титулярным архиепископом Сарди;
- епископ Charles Herman Helmsing (17.03.1949 — 24.08.1956) — назначен епископом Спрингфилд-Кейп-Жирардо;
- епископ Joseph Bernard Brunini (28.11.1956 — 2.12.1967) — назначен епископом Натчеза-Джексона;

## Источник
- Annuario Pontificio, Libreria Editrice Vaticana, Città del Vaticano, 2003, стр. 763, ISBN 88-209-7422-3
- Pius Bonifacius Gams, Series episcoporum Ecclesiae Catholicae, Leipzig 1931, стр. 462  (лат.)
- Michel Lequien, Oriens christianus in quatuor Patriarchatus digestus, Parigi 1740, Tomo II, coll. 641—660  (лат.)